# Паскагула (Миссисипи)
Паскагула (англ. Pascagoula) — город и административный центр округа Джэксон, штат Миссисипи, США. Расположен на берегу Мексиканского залива и образует единую прибрежную агломерацию с городами Галфпорт и Билокси. Город является портом, центром кораблестроения и важным туристическо-рекреационным местом. В городе размещаются казино. Первым европейцем, ступившим на территорию будущего города, был Эрнандо де Сото, затем территория перешла под управление Новой Франции, а столица региона располагалась в соседнем Билокси, основанном в 1699. В начале XIX века город переходит под юрисдикцию США. Бурный рост населения начался только в конце 80-х годов XX века, а до начала 40-х годов это был лишь небольшой рыбацкий посёлок с 5 тыс. жителей.

## Население
Население города до урагана Катрина составляло 26,2 тыс. человек, из которых 63 % — белые американцы, 29 % — афроамериканцы, 4 % — мексиканцы и 4 % — прочие. После урагана город и его инфраструктура подверглись сильному разрушению и не были восстановлены до конца.

## Известные уроженцы, жители
Марджи Джозеф (род. 1950, Паскагула) — американская певица в жанрах R&B и соул.